# Making Your Mind Up
«Making Your Mind Up» (en español: "Decidirte") es una canción interpretada por el grupo Bucks Fizz que ganó el Festival de la Canción de Eurovisión 1981 representando al Reino Unido.
La canción fue compuesta y escrita por Andy Hill y John Danter con vistas a presentarla a la preselección británica para Eurovisión, "A Song for Europe". El grupo Bucks Fizz fue formado expresamente para defender la canción en la final nacional, la cual ganaron con facilidad. 
En el Festival de Eurovisión celebrado en Dublín fue la canción interpretada en 14º lugar de 20 canciones. Al final de la votación había recibido 136 puntos, siendo declarada ganadora con un margen de solo 4 puntos sobre la canción alemana. 
La canción es considerada un buen ejemplo de una canción pop típica en el concurso. La actuación en Eurovisión es recordada por el momento en el que los dos chicos del grupo tiraron de las faldas de las dos chicas, revelando que llevaban faldas más cortas por debajo. Este tipo de truco ha aparecido en varias actuaciones del festival desde entonces, notablemente en la ganadora del 2002, "I wanna". La letra de la canción no tiene un significado claro, aunque se puede interpretar que trata sobre la toma de decisión de comprometerse seriamente en una relación.
La canción llegó al #1 en la lista de ventas británica y se mantuvo allí durante tres semanas, convirtiéndose en una de las canciones más vendidas del año. Llegó asimismo al número #1 en varios países de Europa y se posicionó entre los diez más vendidos en Australia. Se vendieron cuatro millones de copias del sencillo en el mundo. 
Varios artistas han grabado versiones de la canción, entre los que se incluye el grupo infantil español Parchís con una versión titulada "Me vas a volver loco". 

## Listas
| Lista (1981)  | Mejor posición |
| ------------- | -------------- |
| Reino Unido   | 1              |
| Irlanda       | 1              |
| Austria       | 1              |
| Países Bajos  | 1              |
| Bélgica       | 1              |
| España        | 1              |
| Israel        | 1              |
| Dinamarca     | 1              |
| Suecia        | 2              |
| Noruega       | 2              |
| Nueva Zelanda | 3              |
| Suiza         | 3              |
| Alemania      | 5              |
| Australia     | 6              |
| Sudáfrica     | 7              |